# 北霍內爾 (紐約州)
北霍內爾（英語：North Hornell）是位於美國紐約州斯托本縣的村。

## 人口
根據2020年美國人口普查的數據，北霍內爾的面積為1.27平方千米，皆為陸地。當地共有人口732人，而人口密度為每平方千米576人。